# Flatida subguttata
Flatida subguttata är en insektsart som först beskrevs av Stsl 1870.  Flatida subguttata ingår i släktet Flatida och familjen Flatidae.
Artens utbredningsområde är Filippinerna. Inga underarter finns listade i Catalogue of Life.